# Championnats d'Europe juniors d'athlétisme 2007
Navigation
2005 2009
Les XIXe Championnats d'Europe juniors d'athlétisme ont été organisés à Hengelo (Pays-Bas) du 19 au 22 juillet 2007, au Fanny Blankers-Koen Stadion. Ils ont désigné le champion d'Europe junior pour chacune des épreuves de l'athlétisme.
L'Association européenne d'athlétisme (AEA) a accordé l'organisation des 19es EAJC aux Pays-Bas : ces championnats sont organisés par la communauté urbaine d'Hengelo, la fédération néerlandaise d'athlétisme (KNAU) et THALES FBK-Games pour accueillir 1 400 athlètes.
| Courses: 100 m - 200 m - 400 m - 800 m - 1 500 m - 3 000 m - 5 000 m - 10 000 m Obstacles: 100 m haies - 110 m haies - 400 m haies - 3 000 m steeple Marche: 10 000 m Sauts: Hauteur - Longueur - Triple saut - Perche Lancers: Javelot - Disque - Poids - Marteau Relais: 4 × 100 m - 4 × 400 m Épreuves combinées: Décathlon - Heptathlon Tableau des médailles - Liens externes |

## Résultats

### 100 m
| Rang | Pays        | Athlète             | Temps        |
| ---- | ----------- | ------------------- | ------------ |
| 1    | Allemagne   | Julian Reus         | 10 s 38      |
| 2    | France      | Yannick Lesourd     | 10 s 53      |
| 3    | Italie      | Giuseppe Aita       | 10 s 57 (PB) |
| 4    | Lettonie    | Elvijs Misans       | 10 s 60      |
| 5    | Suisse      | Reto Schenkel       | 10 s 77      |
| 6    | Grèce       | Ángelos Angelákis   | 10 s 80      |
| 7    | Pays-Bas    | Giovanni Codrington | 10 s 81      |
| 8    | Royaume-Uni | Leevan Yearwood     | DQ           |

| Rang | Pays        | Athlète                 | Temps              |
| ---- | ----------- | ----------------------- | ------------------ |
| 1    | Norvège     | Ezinne Okparaebo        | 11 s 45 (RNJ) (PB) |
| 2    | Bulgarie    | Inna Eftimova           | 11 s 52            |
| 3    | Tchéquie    | Katerina Cechová        | 11 s 58            |
| 4    | Ukraine     | Nataliya Pohrebnyak     | 11 s 64            |
| 5    | Pologne     | Marika Popowicz         | 11 s 67            |
| 6    | Royaume-Uni | Anike Shand-Whittingham | 11 s 82            |
| 7    | Allemagne   | Julia Sutschet          | 11 s 85            |
| 8    | Pologne     | Agnieszka Ceglarek      | 11 s 91            |

### 200 m
| Rang | Pays        | Athlète         | Temps        |
| ---- | ----------- | --------------- | ------------ |
| 1    | Royaume-Uni | Alex Nelson     | 20 s 83 (SB) |
| 2    | Allemagne   | Julian Reus     | 20 s 87 (PB) |
| 3    | Royaume-Uni | Luke Fagan      | 21 s 08      |
| 4    | Lettonie    | Elvijs Misans   | 21 s 13      |
| 5    | Allemagne   | Robert Hering   | 21 s 33      |
| 6    | Italie      | Enrico Demonte  | 21 s 36      |
| 7    | Italie      | Matteo Galvan   | 21 s 55      |
| 8    | France      | Frédéric Mignot | 21 s 75      |

| Rang | Pays        | Athlète             | Temps        |
| ---- | ----------- | ------------------- | ------------ |
| 1    | Royaume-Uni | Hayley Jones        | 23 s 37 (PB) |
| 2    | Ukraine     | Yelizaveta Bryzhina | 23 s 66      |
| 3    | Bulgarie    | Inna Eftimova       | 23 s 78      |
| 4    | France      | Mathilde Lagui      | 23 s 96      |
| 5    | France      | Émilie Gaydu        | 24 s 04      |
| 6    | Allemagne   | Juliane Stolle      | 24 s 06      |
| 7    | Autriche    | Eva Burtscher       | 24 s 23      |
| 8    | Grèce       | Andriána Férra      | 24 s 45      |

### 400 m
| Rang | Pays        | Athlète            | Temps              |
| ---- | ----------- | ------------------ | ------------------ |
| 1    | France      | Yannick Fonsat     | 46 s 34 (PB)       |
| 2    | Pologne     | Marcin Klaczanski  | 46 s 46 (PB)       |
| 3    | Allemagne   | Eric Krüger        | 46 s 49 (PB)       |
| 4    | Royaume-Uni | Nigel Levine       | 46 s 58            |
| 5    | Ukraine     | Bohdan Stolyarchuk | 46 s 62 (RNJ) (PB) |
| 6    | Lettonie    | Jānis Leitis       | 46 s 85 (RNJ) (PB) |
| 7    | France      | Bruno Naprix       | 47 s 07 (PB)       |
| 8    | Serbie      | Robert Muci        | 48 s 05            |

| Rang | Pays        | Athlète            | Temps        |
| ---- | ----------- | ------------------ | ------------ |
| 1    | Croatie     | Danijela Grgic     | 52 s 45      |
| 2    | Russie      | Kseniya Ustalova   | 52 s 92      |
| 3    | Russie      | Olga Fomina        | 53 s 68      |
| 4    | Russie      | Anna Verkhovskaya  | 53 s 78      |
| 5    | France      | Marie Gayot        | 53 s 98 (PB) |
| 6    | Lituanie    | Agne Orlauskaite   | 54 s 00 (PB) |
| 7    | Ukraine     | Olha Myhaylichenko | 54 s 35      |
| 8    | Biélorussie | Viktoryia Manko    | 54 s 75      |

### 800 m
| Rang | Pays        | Athlète          | Temps              |
| ---- | ----------- | ---------------- | ------------------ |
| 1    | Allemagne   | Robin Schembera  | 1 min 47 s 98      |
| 2    | Royaume-Uni | James Brewer     | 1 min 48 s 08      |
| 3    | Pologne     | Adam Kszczot     | 1 min 48 s 10 (PB) |
| 4    | France      | Florian Carvalho | 1 min 48 s 95 (PB) |
| 5    | Allemagne   | Sebastian Keiner | 1 min 49 s 20      |
| 6    | France      | Hamid Oualich    | 1 min 49 s 97      |
| 7    | Royaume-Uni | Mark Mitchell    | 1 min 50 s 23      |
| 8    | Pologne     | Artur Ostrowski  | 1 min 50 s 26      |

| Rang | Pays        | Athlète            | Temps              |
| ---- | ----------- | ------------------ | ------------------ |
| 1    | Roumanie    | Mirela Lavric      | 2 min 02 s 84 (PB) |
| 2    | Royaume-Uni | Emma Jackson       | 2 min 03 s 23      |
| 3    | Pays-Bas    | Machteld Mulder    | 2 min 03 s 72 (PB) |
| 4    | Russie      | Aleksandra Uvarova | 2 min 04 s 15      |
| 5    | Allemagne   | Anne Kesselring    | 2 min 04 s 96 (PB) |
| 6    | Lituanie    | Egle Balciunaite   | 2 min 05 s 73      |
| 7    | Russie      | Katarina Zarudnaya | 2 min 06 s 34      |
| 8    | Royaume-Uni | Hannah Brooks      | 2 min 12 s 47      |

### 1 500 m
| Rang | Pays      | Athlète           | Temps         |
| ---- | --------- | ----------------- | ------------- |
| 1    | Italie    | Mario Scapini     | 4 min 01 s 31 |
| 2    | Espagne   | Victor Corrales   | 4 min 01 s 44 |
| 3    | Italie    | Merihun Crespi    | 4 min 01 s 83 |
| 4    | France    | Otmane Belharbazi | 4 min 01 s 85 |
| 5    | France    | Mehdi Yazidi      | 4 min 02 s 02 |
| 6    | Suisse    | Maxime Zermatten  | 4 min 02 s 26 |
| 7    | Allemagne | Daniel Lipus      | 4 min 02 s 53 |
| 8    | Portugal  | Bruno Albuquerque | 4 min 03 s 21 |

| Rang | Pays        | Athlète           | Temps              |
| ---- | ----------- | ----------------- | ------------------ |
| 1    | Roumanie    | Cristina Vasiloiu | 4 min 15 s 30      |
| 2    | Royaume-Uni | Stephanie Twell   | 4 min 16 s 03      |
| 3    | Roumanie    | Daniela Donisa    | 4 min 18 s 19      |
| 4    | Royaume-Uni | Emma Pallant      | 4 min 18 s 71      |
| 5    | Serbie      | Bogdana Mimic     | 4 min 24 s 23 (PB) |
| 6    | Roumanie    | Gabriela Neacsu   | 4 min 25 s 20      |
| 7    | Pologne     | Danuta Urbanik    | 4 min 26 s 93      |
| 8    | Pologne     | Kamila Zglejc     | 4 min 27 s 59      |

### 3 000 m
| Rang | Pays        | Athlète                 | Temps              |
| ---- | ----------- | ----------------------- | ------------------ |
| 1    | Roumanie    | Cristina Vasiloiu       | 9 min 13 s 51      |
| 2    | Russie      | Natalya Popkova         | 9 min 14 s 17      |
| 3    | Roumanie    | Daniela Donisa          | 9 min 14 s 54      |
| 4    | Norvège     | Kristine Eikrem Engeset | 9 min 15 s 60      |
| 5    | Roumanie    | Gabriela Neacsu         | 9 min 24 s 72 (PB) |
| 6    | Royaume-Uni | Stevie Stockton         | 9 min 25 s 52      |
| 7    | Royaume-Uni | Jess Coulson            | 9 min 25 s 53      |
| 8    | Tchéquie    | Lucie Sárová            | 9 min 28 s 66 (PB) |

### 5 000 m
| Rang | Pays      | Athlète             | Temps               |
| ---- | --------- | ------------------- | ------------------- |
| 1    | France    | Morhad Amdouni      | 14 min 08 s 27      |
| 2    | Espagne   | Mohamed Elbendir    | 14 min 14 s 79      |
| 3    | Ukraine   | Dmytro Lashyn       | 14 min 15 s 26      |
| 4    | Pologne   | Lukasz Kujawski     | 14 min 22 s 42      |
| 5    | Suède     | Alexander Söderberg | 14 min 23 s 83 (PB) |
| 6    | Espagne   | Javier García       | 14 min 28 s 66 (SB) |
| 7    | Allemagne | Rico Schwarz        | 14 min 33 s 30      |
| 8    | Hongrie   | Péter Szemeti       | 14 min 33 s 93 (PB) |

| Rang | Pays        | Athlète          | Temps                     |
| ---- | ----------- | ---------------- | ------------------------- |
| 1    | Russie      | Natalya Popkova  | 16 min 08 s 95            |
| 2    | Norvège     | Ingunn Opsal     | 16 min 14 s 59            |
| 3    | Royaume-Uni | Emily Pidgeon    | 16 min 31 s 30            |
| 4    | Roumanie    | Roxana Birca     | 16 min 46 s 55 (PB)       |
| 5    | Russie      | Alfiya Khasanova | 16 min 47 s 32            |
| 6    | Irlande     | Suzanne Huet     | 16 min 48 s 17 (RNJ) (PB) |
| 7    | Hongrie     | Ágnes Kostyál    | 16 min 49 s 41 (PB)       |
| 8    | Lituanie    | Vaida Žusinaite  | 16 min 49 s 54 (PB)       |

### 10 000 m
| Rang | Pays        | Athlète              | Temps               |
| ---- | ----------- | -------------------- | ------------------- |
| 1    | Ukraine     | Dmytro Lashyn        | 29 min 51 s 58 (PB) |
| 2    | Allemagne   | Matti Markowski      | 30 min 10 s 75 (PB) |
| 3    | Russie      | Roman Pozdyaykin     | 30 min 13 s 70      |
| 4    | Hongrie     | Péter Szemeti        | 30 min 14 s 21 (PB) |
| 5    | Allemagne   | Thorsten Baumeister  | 30 min 27 s 03      |
| 6    | Biélorussie | Uladzimir Bandarenka | 30 min 48 s 05      |
| 7    | Roumanie    | Ciprian Suhanea      | 30 min 50 s 12 (SB) |
| 8    | Bulgarie    | Dimcho Mitsov        | 30 min 54 s 19 (PB) |

### 10 000 m marche
| Rang | Pays      | Athlète               | Temps                     |
| ---- | --------- | --------------------- | ------------------------- |
| 1    | Russie    | Sergey Morozov        | 40 min 02 s 88 (PB)       |
| 2    | Italie    | Matteo Giupponi       | 40 min 54 s 88 (PB)       |
| 3    | Espagne   | Lluís Torlá           | 41 min 06 s 32 (PB)       |
| 4    | Espagne   | Manel Torla           | 41 min 07 s 51 (PB)       |
| 5    | Grèce     | Aléxandros Papamihaíl | 42 min 04 s 57 (PB)       |
| 6    | Allemagne | Christopher Linke     | 42 min 11 s 94 (PB)       |
| 7    | France    | Kévin Campion         | 42 min 15 s 88 (RNJ) (PB) |
| 8    | Espagne   | Miguel Ángel López    | 42 min 36 s 60 (SB)       |

| Rang | Pays     | Athlète            | Temps               |
| ---- | -------- | ------------------ | ------------------- |
| 1    | Russie   | Anisya Kornikova   | 43 min 27 s 20 (PB) |
| 2    | Russie   | Yelena Shumkina    | 46 min 24 s 74 (SB) |
| 3    | Russie   | Alena Kostromitina | 46 min 41 s 56 (PB) |
| 4    | Roumanie | Anamaria Greceanu  | 47 min 51 s 40 (PB) |
| 5    | Italie   | Federica Menzato   | 47 min 58 s 07 (PB) |
| 6    | Italie   | Federica Ferraro   | 48 min 16 s 05 (PB) |
| 7    | Grèce    | Spyridoúla Stávrou | 48 min 49 s 38 (PB) |
| 8    | Lettonie | Agnese Pastare     | 49 min 07 s 36 (PB) |

### 110 m haies/100 m haies
| Rang | Pays        | Athlète          | Temps              |
| ---- | ----------- | ---------------- | ------------------ |
| 1    | Pologne     | Artur Noga       | 13 s 36 (SB)       |
| 2    | Russie      | Vladimir Zhukov  | 13 s 46 (RNJ) (PB) |
| 3    | Royaume-Uni | Gianni Frankis   | 13 s 47            |
| 4    | Portugal    | João Almeida     | 13 s 80            |
| 5    | Allemagne   | Erik Balnuweit   | 13 s 92            |
| 6    | Allemagne   | Michael Winkler  | 13 s 95            |
| 7    | Royaume-Uni | Callum Priestley | DNF                |
| 8    | France      | Mohammed Kone    | DQ                 |

| Rang | Pays      | Athlète             | Temps              |
| ---- | --------- | ------------------- | ------------------ |
| 1    | Russie    | Aleksandra Fedoriva | 13 s 12 (RNJ) (PB) |
| 2    | France    | Laetitia Denis      | 13 s 35            |
| 3    | Russie    | Marina Andryukhina  | 13 s 50            |
| 4    | Allemagne | Cindy Roleder       | 13 s 65            |
| 5    | Croatie   | Arna Erega          | 13 s 65            |
| 6    | Allemagne | Stefanie Saumweber  | 13 s 80            |
| 7    | France    | Solene Hamelin      | 13 s 82            |
| 8    | Finlande  | Annimari Korte      | DQ                 |

### 400 m haies
| Rang | Pays        | Athlète              | Temps        |
| ---- | ----------- | -------------------- | ------------ |
| 1    | Allemagne   | Silvio Schirrmeister | 50 s 60 (PB) |
| 2    | Russie      | Vyacheslav Sakayev   | 50 s 72 (PB) |
| 3    | Royaume-Uni | Toby Ulm             | 50 s 99 (PB) |
| 4    | France      | Mickaël François     | 51 s 06      |
| 5    | Allemagne   | Quentin Seigel       | 51 s 43      |
| 6    | Pologne     | Radoslaw Czyz        | 51 s 81 (PB) |
| 7    | Royaume-Uni | Nathan Woodward      | 52 s 57      |
| 8    | Autriche    | Christian Kurz       | 53 s 95      |

| Rang | Pays        | Athlète              | Temps              |
| ---- | ----------- | -------------------- | ------------------ |
| 1    | Allemagne   | Fabienne Kohlmann    | 56 s 42 (PB)       |
| 2    | Royaume-Uni | Perri Shakes-Drayton | 56 s 46 (RNJ) (PB) |
| 3    | Russie      | Anastasiya Ott       | 57 s 27            |
| 4    | Russie      | Darya Korableva      | 57 s 83            |
| 5    | France      | Amélie Fosse         | 57 s 94            |
| 6    | Royaume-Uni | Meghan Beesley       | 58 s 76            |
| 7    | Pologne     | Tina Polak           | 58 s 81            |
| 8    | Ukraine     | Hanna Titimets       | 61 s 50            |

### 3 000 m steeple
| Rang | Pays      | Athlète           | Temps              |
| ---- | --------- | ----------------- | ------------------ |
| 1    | Tchéquie  | Jakub Holuša      | 8 min 50 s 30 (PB) |
| 2    | Roumanie  | Alexandru Ghinea  | 8 min 50 s 42 (PB) |
| 3    | Espagne   | Carlos Alonso     | 8 min 50 s 95 (PB) |
| 4    | Ukraine   | Denys Lepynskyy   | 8 min 51 s 46 (PB) |
| 5    | Allemagne | Felix Hentschel   | 8 min 57 s 72 (PB) |
| 6    | France    | Younes El Haddad  | 8 min 59 s 22      |
| 7    | Russie    | Igor Chernobay    | 8 min 59 s 79      |
| 8    | Pologne   | Krystian Zalewski | 9 min 01 s 74 (PB) |

| Rang | Pays     | Athlète                   | Temps               |
| ---- | -------- | ------------------------- | ------------------- |
| 1    | Norvège  | Karoline Bjerkeli Grøvdal | 9 min 44 s 34       |
| 2    | Norvège  | Kristine Eikrem Engeset   | 9 min 47 s 35       |
| 3    | Lettonie | Polina Jelizarova         | 10 min 03 s 91 (SB) |
| 4    | Russie   | Natalya Nemkina           | 10 min 23 s 53 (PB) |
| 5    | Hongrie  | Krisztina Kácser          | 10 min 25 s 37 (PB) |
| 6    | Pologne  | Eliza Gawryluk            | 10 min 25 s 90      |
| 7    | Suède    | Lena Örn                  | 10 min 26 s 17 (PB) |
| 8    | France   | Louise Ghesquiere         | 10 min 33 s 34      |

### 4 × 100 m relais
| Rang | Pays        | Athlètes                                                        | Temps   |
| ---- | ----------- | --------------------------------------------------------------- | ------- |
| 1    | Allemagne   | Rouven Christ Julian Reus Robert Hering Markus Brandt           | 39 s 81 |
| 2    | Royaume-Uni | Funmi Sobodu Alex Nelson Luke Fagan Leevan Yearwood             | 39 s 83 |
| 3    | France      | Charles Figaro Yannick Lesourd Frédéric Mignot Nyls Nubret      | 40 s 21 |
| 4    | Suisse      | Pascal Mancini Karim Manaoui Kwasi Ofosu Asante Reto Schenkel   | 40 s 82 |
| 5    | Espagne     | Luis Wee Marc Altés David Hernández Javier Sanz                 | 40 s 89 |
| 6    | Pays-Bas    | Gregor van Betuw Jorén Tromp Giovanni Codrington Eugène Susanna | 41 s 00 |
| 7    | Belgique    | Joris Haeck Jens Verriest Jens Verhelst Nicolas Stempnick       | 41 s 28 |
|      | Pologne     | Olaf Paruzel Piotr Oganiaczyk Maciej Samborski Artur Zaczek     | DNF     |

| Rang | Pays        | Athlètes                                                                | Temps         |
| ---- | ----------- | ----------------------------------------------------------------------- | ------------- |
| 1    | Royaume-Uni | Anike Shand-Whittingham Ashlee Nelson Hayley Jones Asha Philip          | 44 s 52       |
| 2    | Ukraine     | Hanna Titimets Nataliya Pohrebnyak Hanna Yaroshchuk Yelizaveta Bryzhina | 44 s 77 (RNJ) |
| 3    | Pologne     | Martyna Ksiazek Marika Popowicz Agnieszka Ceglarek Weronika Wedler      | 45 s 32       |
| 4    | Allemagne   | Isabel Galander Juliane Stolle Elisa Sporleder Julia Sutschet           | 45 s 67       |
| 5    | Italie      | Martina Balboni Jessica Paoletta Ilenia Draisci Valentina Palezza       | 46 s 01       |
| 6    | Suède       | Julia Skugge Linnéa Collin Isabelle Eurenius Maria Gustafsson           | 46 s 23       |
| 7    | Suisse      | Stefanie Bieli Valentine Arrieta Aurélie Humair Clélia Reuse            | 46 s 51       |
|      | Pays-Bas    | Kadene Vassell Annemiek Strijker Shimada Bajon Nicky van Leuveren       | DQ            |

### 4 × 400 m relais
| Rang | Pays        | Athlète                                                                 | Temps          |
| ---- | ----------- | ----------------------------------------------------------------------- | -------------- |
| 1    | Royaume-Uni | Nigel Levine Robert Davis Louis Persent Jordan McGrath                  | 3 min 08 s 21  |
| 2    | Allemagne   | Pascal Nabow Eric Krüger Thomas Schneider Robin Schembera               | 3 min 08 s 64  |
| 3    | France      | Bruno Naprix Mickaël François Jean-Patrick Rolland Yannick Fonsat       | 3 min 09 s 10  |
| 4    | Belgique    | Antoine Gillet Arnaud Froidmont Arnaud Ghislain Joris Haeck             | 3 min 09 s 53  |
| 5    | Pays-Bas    | Nana Addae Jesse Caron Eugène Susanna Niels van Dijk                    | 3 lmin 14 s 17 |
| 6    | Espagne     | Marc Orozco Alejandro Guerrero Jesús Alberto García Diego Cabello       | 3 min 14 s 94  |
| 7    | Grèce       | Stávros Anifadís Dimítrios Balabános Tilémahos Roútas Pétros Kiriakídis | 3 min 19 s 42  |
|      | Pologne     | Jakub Krzewina Jan Ciepiela Sebastian Porzadny Marcin Klaczanski        | DQ             |

| Rang | Pays        | Athlète                                                           | Temps         |
| ---- | ----------- | ----------------------------------------------------------------- | ------------- |
| 1    | Russie      | Olga Fomina Anastasiya Ott Anna Verkhovskaya Kseniya Ustalova     | 3 min 33 s 95 |
| 2    | Royaume-Uni | Meghan Beesley Hayley Jones Joey Duck Perri Shakes-Drayton        | 3 min 37 s 29 |
| 3    | Allemagne   | Wiebke Ullmann Esther Cremer Lena Schmidt Fabienne Kohlmann       | 3 min 37 s 32 |
| 4    | France      | Amélie Fosse Laetitia Denis Bérénice Manimba Marie Gayot          | 3 min 37 s 82 |
| 5    | Pologne     | Anna Kielbasinska Tina Polak Iga Baumgart Marika Popowicz         | 3 min 39 s 26 |
| 6    | Roumanie    | Anamaria Ionita Andreea Ionescu Florina Rusu Mirela Lavric        | 3 min 39 s 67 |
| 7    | Biélorussie | Maryna Boika Viktoryia Shauchuk Katsiaryna Bashko Viktoryia Manko | 3 min 40 s 11 |
| 8    | Pays-Bas    | Naomie Driessen Kaira Boddy Marit Dopheide Machteld Mulder        | 3 min 47 s 75 |

### Saut en hauteur
| Rang | Pays        | Athlète                 | Hauteur      |
| ---- | ----------- | ----------------------- | ------------ |
| 1    | Ukraine     | Oleksandr Nartov        | 2,23 m       |
| 2    | Ukraine     | Andriy Protsenko        | 2,21 m (PB)  |
| 2    | Allemagne   | Raul Spank              | 2,21 m       |
| 4    | Grèce       | Dimítrios Chondrokoúkis | 2,21 m       |
| 5    | Italie      | Silvano Chesani         | 2,21 m (PB)  |
| 6    | Pologne     | Sylwester Bednarek      | 2,21 m (SB)  |
| 7    | Royaume-Uni | Alan Mckie              | 2,19 m (PB)  |
| 8    | Lituanie    | Rimantas Melinis        | 2,17 m (RNJ) |

| Rang | Pays        | Athlète            | Hauteur     |
| ---- | ----------- | ------------------ | ----------- |
| 1    | Suède       | Erika Wiklund      | 1,82 m      |
| 2    | Lettonie    | Liene Karsuma      | 1,82 m (PB) |
| 3    | Bulgarie    | Mirela Demireva    | 1,82 m      |
| 4    | Royaume-Uni | Vikki Hubbard      | 1,82 m      |
| 5    | Roumanie    | Georgiana Zarcan   | 1,79 m      |
| 6    | Turquie     | Ezgi Sevilmis      | 1,79 m      |
| 7    | Roumanie    | Esthera Petre      | 1,79 m      |
| 8    | Pologne     | Urszula Domel      | 1,75 m      |
| 8    | Italie      | Serena Capponcelli | 1,75 m      |

### Saut en longueur
| Rang | Pays     | Athlète           | Distance    |
| ---- | -------- | ----------------- | ----------- |
| 1    | France   | Olivier Huet      | 7,78 m      |
| 2    | Russie   | Ivan Slepov       | 7,61 m      |
| 3    | Portugal | Marcos Caldeira   | 7,58 m (PB) |
| 4    | Finlande | Mikko Kivinen     | 7,55 m (PB) |
| 5    | Russie   | Stanislav Ionov   | 7,54 m      |
| 6    | Grèce    | Yeóryios Tsákonas | 7,53 m      |
| 7    | Roumanie | Tiberiu Talnar    | 7,49 m      |
| 8    | Bulgarie | Dilyan Zakhariev  | 7,47 m      |

| Rang | Pays      | Athlète            | Distance    |
| ---- | --------- | ------------------ | ----------- |
| 1    | France    | Manuela Galtier    | 6,44 m (PB) |
| 2    | France    | Éloyse Lesueur     | 6,34 m      |
| 3    | Russie    | Yuliya Pidluzhnaya | 6,28 m      |
| 4    | Allemagne | Nadja Käther       | 6,24 m      |
| 5    | Serbie    | Ivana Španovic     | 6,22 m      |
| 6    | Suisse    | Irène Pusterla     | 6,21 m (PB) |
| 7    | Allemagne | Melanie Bauschke   | 6,20 m      |
| 8    | Ukraine   | Nataliya Palaniy   | 6,08 m      |

### Saut à la perche
| Rang | Pays      | Athlète           | Hauteur     |
| ---- | --------- | ----------------- | ----------- |
| 1    | Russie    | Leonid Kivalov    | 5,60 m      |
| 2    | Russie    | Yevgeniy Ageyev   | 5,50 m (PB) |
| 3    | Pologne   | Łukasz Michalski  | 5,45 m      |
| 4    | Allemagne | Karsten Dilla     | 5,35 m (PB) |
| 5    | Allemagne | Marvin Reitze     | 5,35 m (SB) |
| 6    | Russie    | Sergey Pogorelov  | 5,25 m      |
| 7    | Slovénie  | Svit Pintar       | 5,10 m (PB) |
| 8    | Grèce     | Stéfanos Koufídis | 5,10 m      |

| Rang | Pays      | Athlète               | Hauteur                |
| ---- | --------- | --------------------- | ---------------------- |
| 1    | Finlande  | Minna Nikkanen        | 4,35 m (RN) (RNJ) (PB) |
| 2    | Allemagne | Tina Michel           | 4,25 m                 |
| 3    | Suisse    | Anna Katharina Schmid | 4,25 m                 |
| 4    | Allemagne | Lisa Ryjikh           | 4,20 m                 |
| 4    | France    | Marion Buisson        | 4,20 m                 |
| 6    | Pologne   | Karmen Bunikowska     | 4,20 m (RNJ) (PB)      |
| 7    | Finlande  | Vanessa Vandy         | 4,10 m                 |
| 8    | Russie    | Valeriya Volik        | 4,10 m                 |

### Triple saut
| Rang | Pays        | Athlète            | Distance     |
| ---- | ----------- | ------------------ | ------------ |
| 1    | Russie      | Lyukman Adams      | 16,50 m      |
| 2    | Russie      | Ilya Yefremov      | 16,49 m      |
| 3    | Biélorussie | Dzmitry Platnitski | 16,49 m      |
| 4    | France      | Teddy Tamgho       | 16,35 m (PB) |
| 5    | Russie      | Stanislav Ionov    | 16,09 m      |
| 6    | Ukraine     | Sheryf El-Sheryf   | 15,93 m      |
| 7    | Grèce       | Yeóryios Tsákonas  | 15,84 m      |
| 8    | Biélorussie | Aliaksei Tsapik    | 15,64 m      |

| Rang | Pays     | Athlète              | Distance     |
| ---- | -------- | -------------------- | ------------ |
| 1    | Estonie  | Kaire Leibak         | 14,02 m      |
| 2    | Ukraine  | Hanna Knyazheva      | 13,85 m (PB) |
| 3    | Roumanie | Cristina Bujin       | 13,57 m (SB) |
| 4    | France   | Lyvie-Paola Laurent  | 13,50 m      |
| 5    | France   | Haoua Kessely        | 13,41 m      |
| 6    | Russie   | Anastasiya Matveyeva | 13,28 m      |
| 7    | Roumanie | Carmen Toma          | 13,06 m      |
| 8    | Italie   | Federica De Santis   | 12,93 m      |

### Lancer du javelot
| Rang | Pays        | Athlète             | Distance     |
| ---- | ----------- | ------------------- | ------------ |
| 1    | Allemagne   | Matthias de Zordo   | 78,59 m      |
| 2    | Ukraine     | Roman Avramenko     | 75,24 m      |
| 3    | Belgique    | Thomas Smet         | 72,56 m      |
| 4    | Pologne     | Bartlomiej Kempny   | 72,51 m      |
| 5    | Allemagne   | Franz Burghagen     | 72,29 m      |
| 6    | Allemagne   | Maximilian Buchholz | 70,74 m (PB) |
| 7    | Estonie     | Tanel Laanmäe       | 70,33 m      |
| 8    | Royaume-Uni | James Campbell      | 69,80 m      |

| Rang | Pays     | Athlète             | Distance     |
| ---- | -------- | ------------------- | ------------ |
| 1    | Ukraine  | Vira Rebryk         | 58,48 m (SB) |
| 2    | Lettonie | Sinta Ozoliņa       | 57,01 m (PB) |
| 3    | Pologne  | Urszula Kuncewicz   | 54,83 m (PB) |
| 4    | Finlande | Jelena Jaakkola     | 52,97 m      |
| 5    | Grèce    | Triadafillió Kársa  | 52,37 m (PB) |
| 6    | Suède    | Anna Wessman        | 50,72 m      |
| 7    | Estonie  | Raine Kuningas      | 49,25 m      |
| 8    | France   | Alexia Kogut Kubiak | 49,16 m      |

### Lancer du disque
| Rang | Pays      | Athlète           | Distance           |
| ---- | --------- | ----------------- | ------------------ |
| 1    | Russie    | Nikolay Sedyuk    | 62,72 m (RNJ) (PB) |
| 2    | Ukraine   | Ivan Hryshyn      | 62,28 m            |
| 3    | Finlande  | Joni Mattila      | 58,05 m            |
| 4    | Russie    | Mikhail Dvornikov | 57,60 m            |
| 5    | Bulgarie  | Rosen Karamfilov  | 56,84 m            |
| 6    | Allemagne | Artur Hoppe       | 56,02 m            |
| 7    | Pologne   | Mateusz Suchocki  | 54,34 m            |
| 8    | Hongrie   | Tibor Petrovszki  | 54,08 m            |

| Rang | Pays      | Athlète               | Distance     |
| ---- | --------- | --------------------- | ------------ |
| 1    | Russie    | Vera Karmishina       | 56,16 m (PB) |
| 2    | Croatie   | Sandra Perković       | 55,42 m (PB) |
| 3    | Italie    | Tamara Apostolico     | 52,21 m (PB) |
| 4    | Allemagne | Anna-Katharina Weller | 51,17 m      |
| 5    | Ukraine   | Viktoriya Bolbat      | 50,85 m      |
| 6    | Hongrie   | Anita Márton          | 49,56 m      |
| 7    | Pays-Bas  | Melissa Boekelman     | 48,03 m      |
| 8    | Suède     | Jenny Johansson       | 47,30 m      |

### Lancer du poids
| Rang | Pays        | Athlète               | Distance     |
| ---- | ----------- | --------------------- | ------------ |
| 1    | Russie      | Aleksandr Bulanov     | 19,95 m (PB) |
| 2    | Portugal    | António Vital e Silva | 19,66 m      |
| 3    | Croatie     | Nikola Kišanic        | 19,63 m      |
| 4    | Tchéquie    | Vladislav Tulácek     | 19,61 m (PB) |
| 5    | Bulgarie    | Rosen Karamfilov      | 19,54 m      |
| 6    | Biélorussie | Pavel Shustsutski     | 19,01 m      |
| 7    | Finlande    | Niko Hauhia           | 18,91 m      |
| 8    | Ukraine     | Stanislav Seheda      | 18,70 m      |

| Rang | Pays        | Athlète             | Distance     |
| ---- | ----------- | ------------------- | ------------ |
| 1    | Pays-Bas    | Melissa Boekelman   | 16,51 m      |
| 2    | Biélorussie | Alena Kopets        | 16,10 m (PB) |
| 3    | Allemagne   | Isabell von Loga    | 15,74 m      |
| 4    | Pologne     | Agnieszka Dudzinska | 15,35 m      |
| 5    | Royaume-Uni | Eden Francis        | 15,32 m      |
| 6    | Croatie     | Mateja Greguric     | 15,13 m      |
| 7    | Hongrie     | Anita Márton        | 15,07 m      |
| 8    | Ukraine     | Hanna Samolyuk      | 14,91 m      |

### Lancer du marteau
| Rang | Pays        | Athlète                | Distance |
| ---- | ----------- | ---------------------- | -------- |
| 1    | Finlande    | Arno Laitinen          | 71,94 m  |
| 2    | Roumanie    | Adrian Pop             | 70,80 m  |
| 3    | Biélorussie | Aliaksei Tsytsoryn     | 70,23 m  |
| 4    | Royaume-Uni | Alex Smith             | 70,04 m  |
| 5    | Russie      | Denis Lukyanov         | 69,70 m  |
| 6    | Ukraine     | Artem Vynnyk           | 69,10 m  |
| 7    | Grèce       | Dimítrios Filladitákis | 68,77 m  |
| 8    | Russie      | Igor Sergeyev          | 68,51 m  |

| Rang | Pays        | Athlète             | Distance     |
| ---- | ----------- | ------------------- | ------------ |
| 1    | Roumanie    | Bianca Perie        | 64,35 m      |
| 2    | Tchéquie    | Katerina Šafránková | 62,95 m      |
| 3    | Biélorussie | Natallia Shayunova  | 62,73 m      |
| 4    | Russie      | Anna Bulgakova      | 62,14 m      |
| 5    | Moldavie    | Zalina Marghieva    | 61,27 m      |
| 6    | Croatie     | Mateja Gregurić     | 60,84 m      |
| 7    | Croatie     | Dorotea Habazin     | 60,05 m      |
| 8    | France      | Tatiana Massamba    | 59,16 m (PB) |

### Décathlon/Heptathlon
| Rang | Pays        | Athlète       | Points               |
| ---- | ----------- | ------------- | -------------------- |
| 1    | Allemagne   | Matthias Prey | 7 908 pts (PB)       |
| 2    | Slovénie    | Rok Deržanic  | 7 560 pts (RNJ) (PB) |
| 3    | Allemagne   | Rico Freimuth | 7 524 pts (PB)       |
| 4    | France      | Mateo Sossah  | 7 516 pts (PB)       |
| 5    | Allemagne   | Simon Hechler | 7 504 pts (PB)       |
| 6    | Pologne     | Karol Bodula  | 7 458 pts (PB)       |
| 7    | Biélorussie | Eduard Mihan  | 7 345 pts            |
| 8    | Tchéquie    | Adam Nejedlý  | 7 317 pts (PB)       |

| Rang | Pays        | Athlète            | Points          |
| ---- | ----------- | ------------------ | --------------- |
| 1    | Lettonie    | Aiga Grabuste      | 5 920 pts (RNJ) |
| 2    | Tchéquie    | Eliška Klučinová   | 5 709 pts       |
| 3    | Tchéquie    | Nikola Ogrodníková | 5 607 pts (PB)  |
| 4    | Estonie     | Ebe Reier          | 5 514 pts       |
| 5    | Biélorussie | Yana Maksimava     | 5 512 pts       |
| 6    | Finlande    | Maiju Mattila      | 5 343 pts (SB)  |
| 7    | Allemagne   | Annika Schönebeck  | 5 340 pts       |
| 8    | Biélorussie | Katsiaryna Babich  | 5 336 pts       |

## Tableau des médailles
| #  | Pays               | Champion | Argent | Bronze | Total |
| 1  | RUS                | 10       | 8      | 6      | 24    |
| 2  | GER                | 7        | 5      | 4      | 16    |
| 3  | GBR                | 4        | 6      | 4      | 14    |
| 4  | FRA                | 4        | 3      | 2      | 9     |
| 5  | ROM                | 4        | 2      | 3      | 9     |
| 6  | Ukraine            | 3        | 6      | 1      | 10    |
| 7  | NOR                | 2        | 2      | 0      | 4     |
| 8  | FIN                | 2        | 0      | 1      | 3     |
| 9  | République tchèque | 1        | 2      | 2      | 5     |
| 10 | LAT                | 1        | 2      | 1      | 4     |
| 11 | POL                | 1        | 1      | 4      | 6     |
| 12 | ITA                | 1        | 1      | 3      | 5     |
| 13 | Croatie            | 1        | 1      | 1      | 3     |
| 14 | Pays-Bas           | 1        | 0      | 1      | 2     |
| 15 | EST                | 1        | 0      | 0      | 1     |
| 15 | SWE                | 1        | 0      | 0      | 1     |
| 17 | Espagne            | 0        | 2      | 2      | 4     |
| 18 | Biélorussie        | 0        | 1      | 3      | 4     |
| 19 | Bulgarie           | 0        | 1      | 2      | 3     |
| 20 | POR                | 0        | 1      | 1      | 2     |
| 21 | Slovénie           | 0        | 1      | 0      | 1     |
| 22 | BEL                | 0        | 0      | 1      | 1     |
| 22 | Suisse             | 0        | 0      | 1      | 1     |

## Légende
Records et Performances
- AR : Record continental (area record)
- CR : Record des championnats (championship record)
- MR : Record du meeting (meet record)
- NR : Record national (national record)
- OR : Record olympique (olympic record)
- PR : Record paralympique (paralympic record)
- PB : Record personnel (personal best)
- SB : Meilleure performance personnelle de la saison (season's best)
- WL : Meilleure performance mondiale de l'année (world leader)
- WJR : Record du monde junior (world junior record)
- WR : Record du monde (world record)

Circonstances et Conditions
- DNF : N'a pas terminé (did not finish)
- DNS : N'a pas pris le départ (did not start)
- DQ : Disqualification (disqualification)
- NM : Aucun essai valable enregistré (No Mark)
- Q : Qualifié « directement » au prochain tour (ou à la prochaine compétition), lors d'une compétition majeure, grâce au classement ou à la réalisation des minima (automatic qualifier)
- q : Qualifié au prochain tour (ou à la prochaine compétition), lors d'une compétition majeure, grâce au repêchage ou à la réalisation de l'une des meilleures performances parmi celles des « non qualifiés directement » (grâce au meilleur temps ou à la meilleure distance par exemple) (secondary qualifier)